# Віндзор (Міссурі)
Віндзор (англ. Windsor) — місто (англ. city) в США, в округах Генрі і Петтіс штату Міссурі. Населення — 2775 осіб (2020).

## Географія
Віндзор розташований за координатами 38°31′56″ пн. ш. 93°31′23″ зх. д. / 38.53222° пн. ш. 93.52306° зх. д. (38.532265, -93.522945).  За даними Бюро перепису населення США в 2010 році місто мало площу 6,35 км², з яких 6,26 км² — суходіл та 0,08 км² — водойми.

## Демографія
Згідно з переписом 2010 року, у місті мешкала 2901 особа в 1193 домогосподарствах у складі 781 родини. Густота населення становила 457 осіб/км².  Було 1381 помешкання (218/км²).
Расовий склад населення:
| - 96,8 % — білих - 1,1 % — корінних американців - 0,2 % — вихідців з тихоокеанських островів - 0,2 % — азіатів - 0,1 % — чорних або афроамериканців |

До двох чи більше рас належало 1,4 %. Частка іспаномовних становила 2,0 % від усіх жителів.
За віковим діапазоном населення розподілялося таким чином: 24,8 % — особи молодші 18 років, 56,4 % — особи у віці 18—64 років, 18,8 % — особи у віці 65 років та старші. Медіана віку мешканця становила 38,2 року. На 100 осіб жіночої статі у місті припадало 90,6 чоловіків;  на 100 жінок у віці від 18 років та старших — 87,9 чоловіків також старших 18 років.
Середній дохід на одне домашнє господарство  становив 43 368 доларів США (медіана — 37 541), а середній дохід на одну сім'ю — 48 688 доларів (медіана — 45 735). Медіана доходів становила 37 404 долари для чоловіків та 30 357 доларів для жінок. За межею бідності перебувало 13,7 % осіб, у тому числі 12,7 % дітей у віці до 18 років та 15,3 % осіб у віці 65 років та старших.
Цивільне працевлаштоване населення становило 1158 осіб. Основні галузі зайнятості: освіта, охорона здоров'я та соціальна допомога — 23,9 %, виробництво — 19,2 %, роздрібна торгівля — 14,1 %, будівництво — 12,4 %.